# Exposições de Arte Moderna do S.P.N./S.N.I.
As Exposições de Arte Moderna do S.P.N./S.N.I. foram criadas por António Ferro em 1935, no âmbito da ação cultural do então denominado Secretariado de Propaganda Nacional (S.P.N.), renomeado Secretariado Nacional de Informação, Cultura Popular e Turismo (S.N.I.) em 1945 .

## Historial
As exposições realizaram-se anualmente 14 vezes, até 1951, com exceção de 1937, 1943 (neste caso por passagem de Dezembro a Janeiro seguinte) e 1950, tendo as duas primeiras decorrido na Sociedade Nacional de Belas Artes (SNBA) e as restantes no próprio S.P.N./S.N.I., Palácio Foz, Praça dos Restauradores, Lisboa. Paralelamente, mas de modo mais irregular, o S.P.N. promoveu exposições sectoriais de desenho (1946, 1947, 1949, com tentativa de recuperação em 1952 e 1954), de arte cenográfica e figurinos (1941), de ilustradores (1942), de arte sacra moderna (1945), de artes decorativas (1949), de cerâmica (1949), e de arte moderna de artistas do Norte, realizadas no Porto desde 1945.
Foram instituídos 11 prémios nessas exposições: "Columbano" e "Sousa Cardoso", para pintores (desde 1935); "Mestre Manuel Pereira", para escultores (desde 1940); "Domingos Sequeira" e "José Tagarro", para aguarelistas e desenhadores (desde 1945); "Sebastião de Almeida", para ceramistas; "António Carneiro" e "Armando Basto", "Pousão", "Teixeira Lopes" e "Marques de Oliveira" para artistas do Norte (desde 1945, 1947, ou 1949); "Francisco de Holanda", para desenhadores ou aguarelistas estrangeiros (desde 1945): Ainda foram criados prémios para artistas mais tradicionais, expondo nos salões da SNBA: "Silva Porto", "Soares dos Reis" e "Roque Gameiro" (desde 1940 e 1942).
Realizadas por convite aos artistas, a importância destas exposições prende-se com a sua regularidade e com o impacto que tiveram na vida artística nacional ao contrariarem o tradicionalismo naturalista que dominava os Salões da SNBA. No seu campo, estas mostras anuais foram "a mais brilhante manifestação da «Política do Espírito» de Ferro. […] Tratava-se […] de dar corpo a um projeto entusiasticamente apresentado por Ferro em 1935: de «estimular» novos artistas, desde que eles revelassem «inquietação», dentro dos limites dum «indispensável equilíbrio» - que seria condição necessária e definidora da arte aceite nos salões" . 
Salvo raras exceções (como Diogo de Macedo ), praticamente todos os principais nomes da 1ª e 2ª geração de artistas modernistas em atividade participaram, de forma esporádica ou regular, nestas mostras oficiais. 1948 foi o ano máximo em termos de número de obras e de expositores, mas nessa altura a exposição era já ensombrada pelas Exposições Gerais de Artes Plásticas promovidas desde 1946 pelo Movimento de Unidade Democrática, de oposição ao regime de Salazar. As Exposições de Arte Moderna do S.P.N./S.N.I. terminaram em 1951, após o afastamento de António Ferro em 1950. "Abaladas pela evolução da conjuntura, política primeiro e estética depois, entre o neorrealismo e o surrealismo (e logo o abstracionismo que Ferro cabalmente reprovava), as Exposições modernas do S.P.N. perderam sentido a partir de meados dos anos 40, após uma dezena de anos de útil ação reformadora do naturalismo" .

## Catálogos de exposições

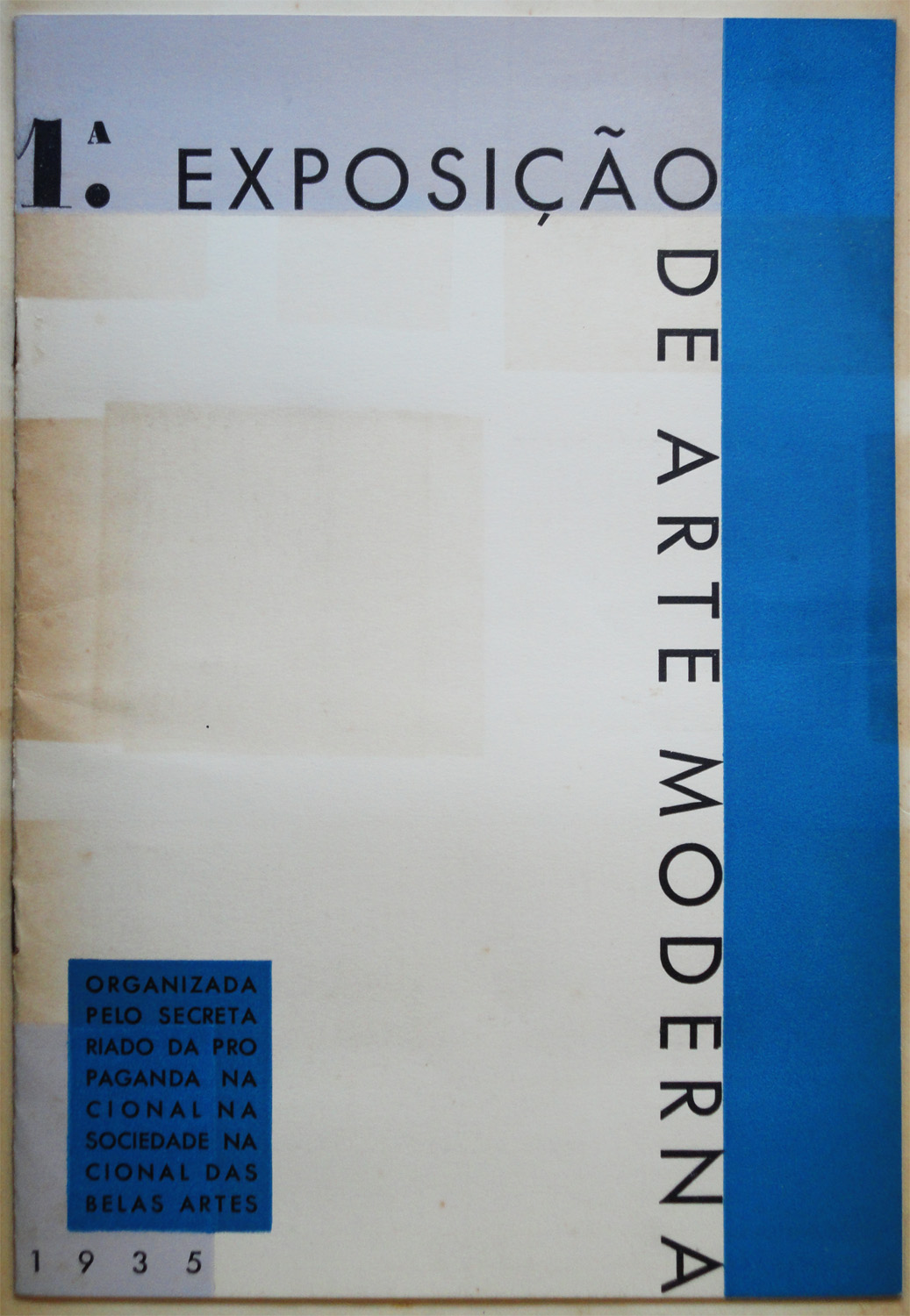
1ª Exposição de Arte Moderna, SNBA, 1935
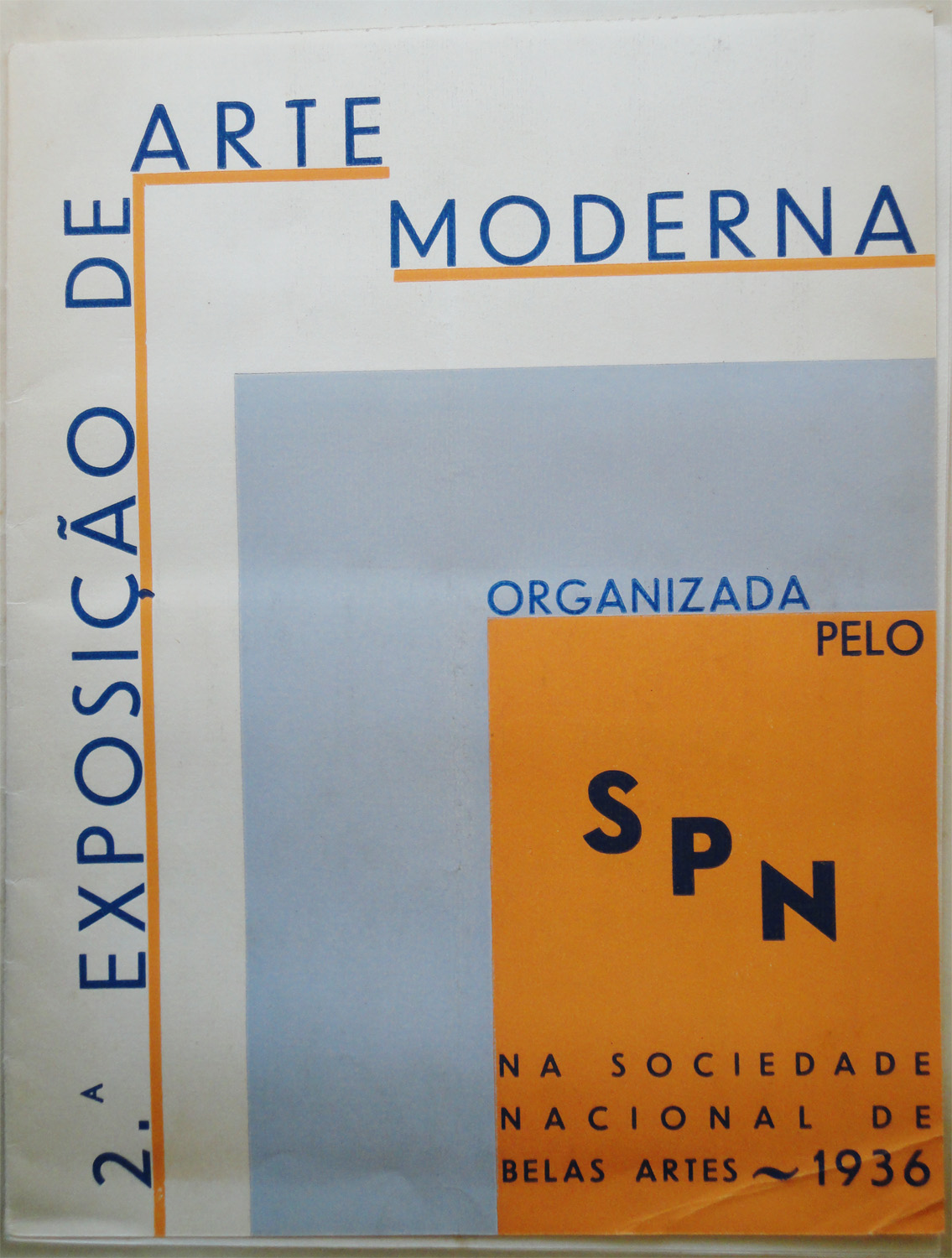
2ª Exposição de Arte Moderna, SNBA, 1936
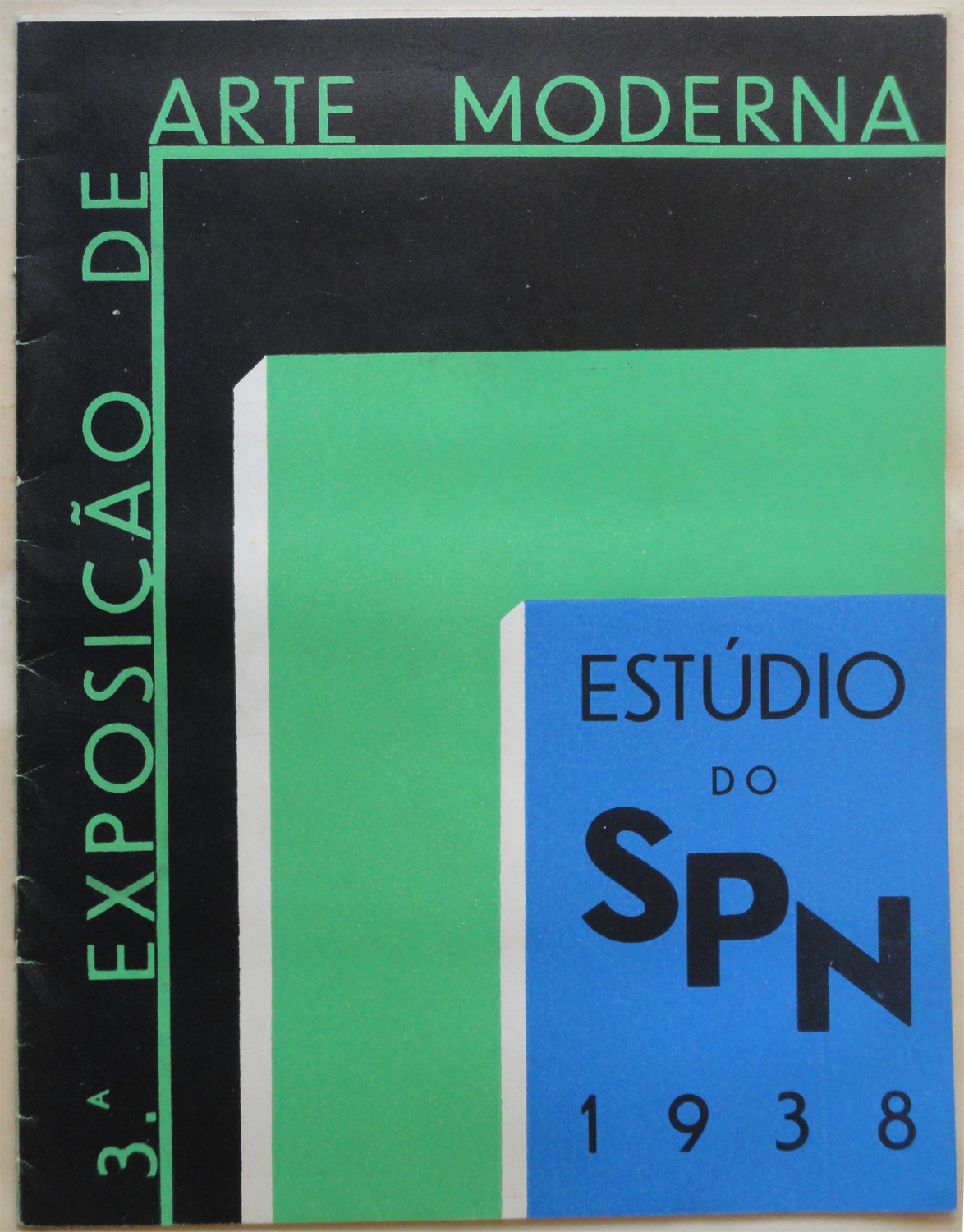
3ª Exposição de Arte Moderna, Estúdio do SPN, Palácio Foz, 1938
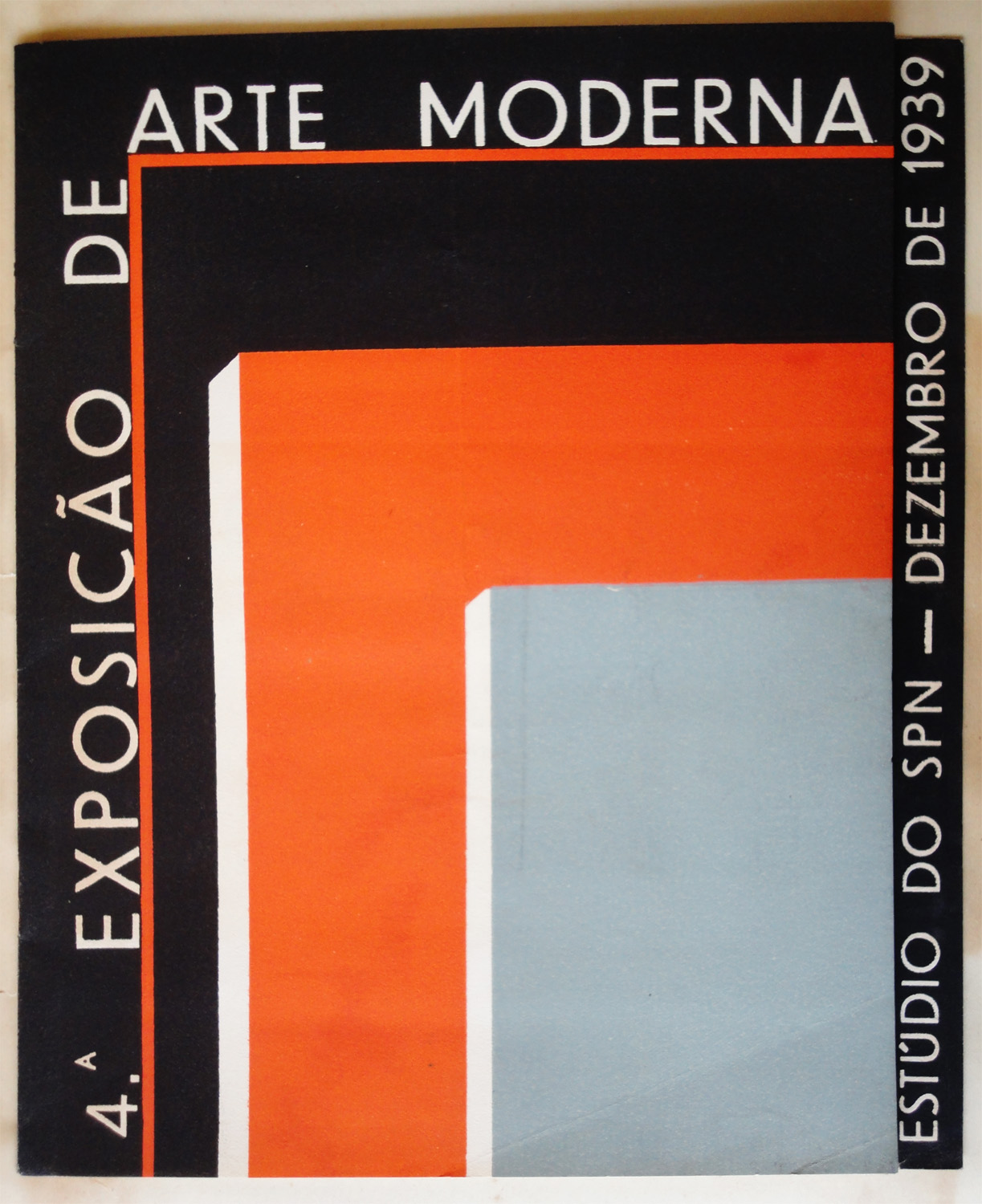
4ª Exposição de Arte Moderna, Estúdio do SPN, Palácio Foz, 1939
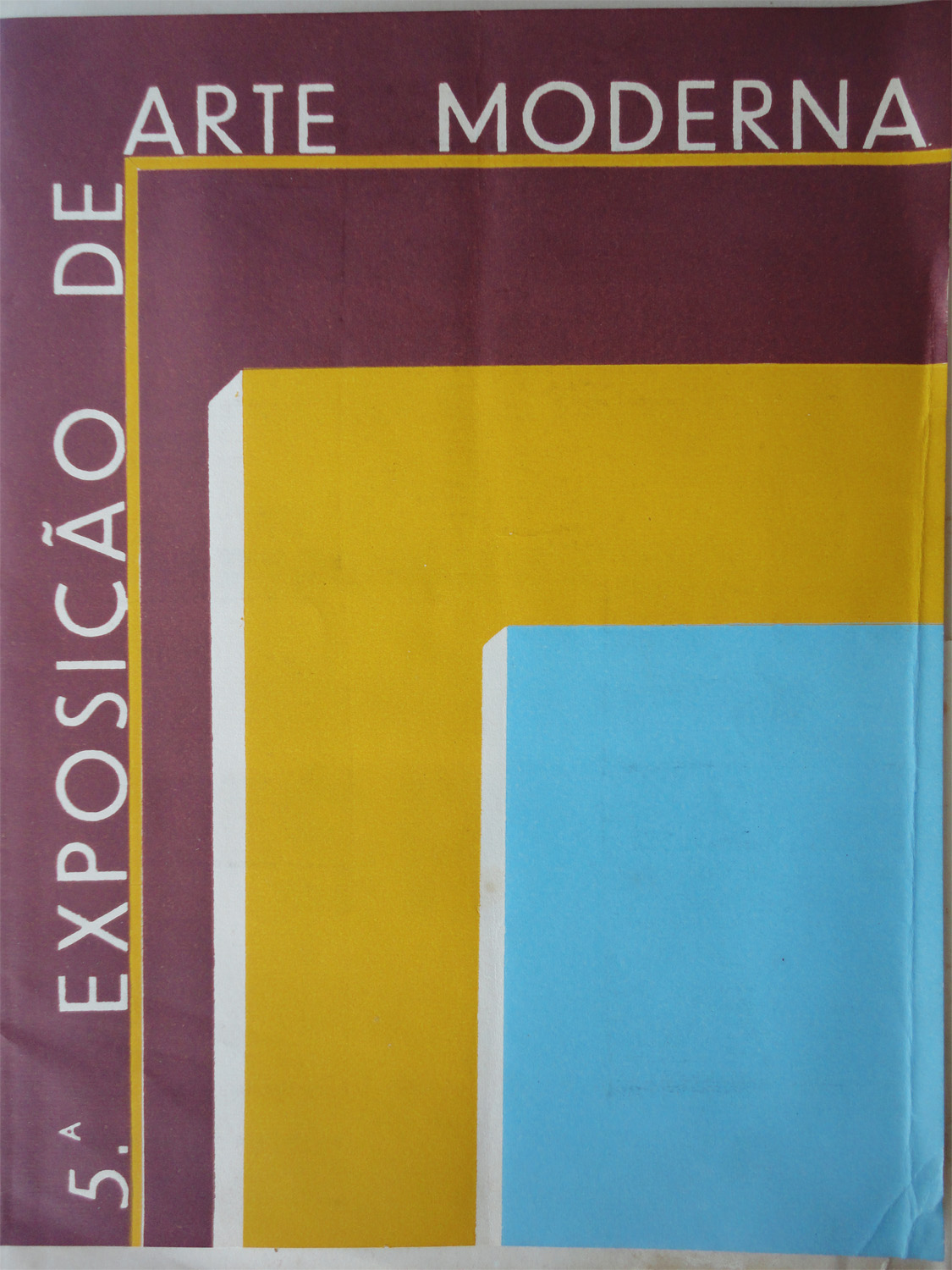
5ª Exposição de Arte Moderna, Estúdio do SPN, Palácio Foz, 1940
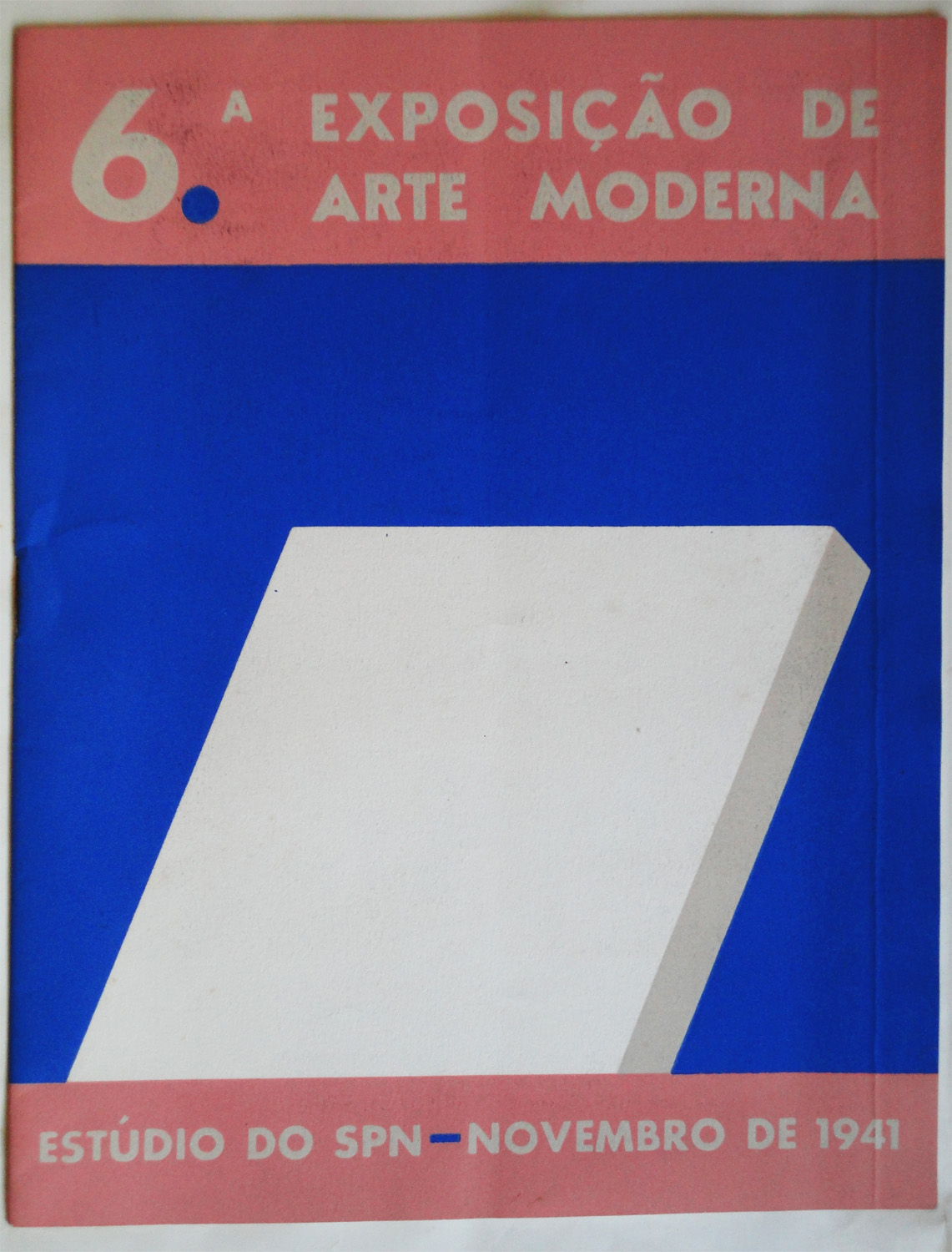
6ª Exposição de Arte Moderna, Estúdio do SPN, Palácio Foz, 1941
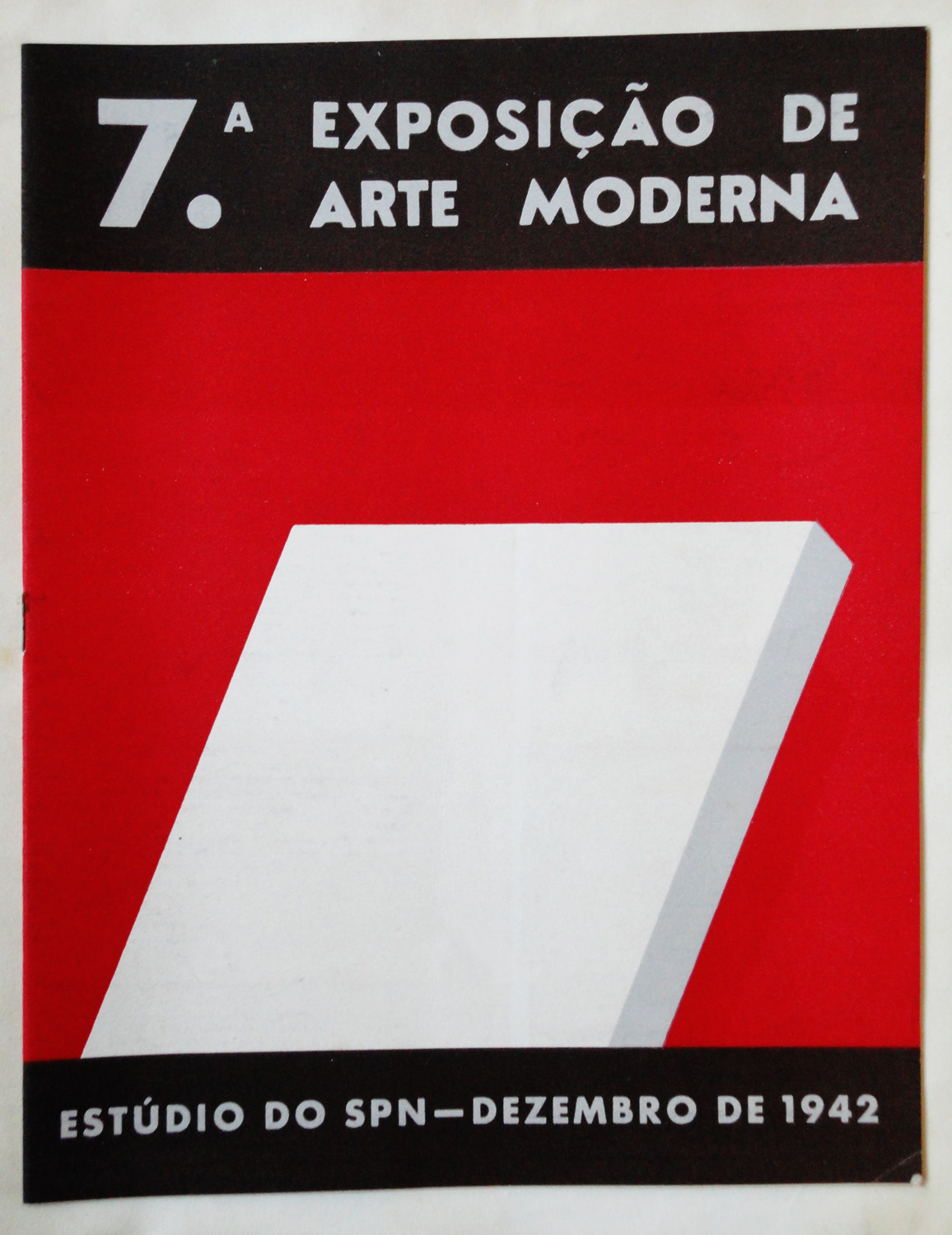
7ª Exposição de Arte Moderna, Estúdio do SPN, Palácio Foz, 1942
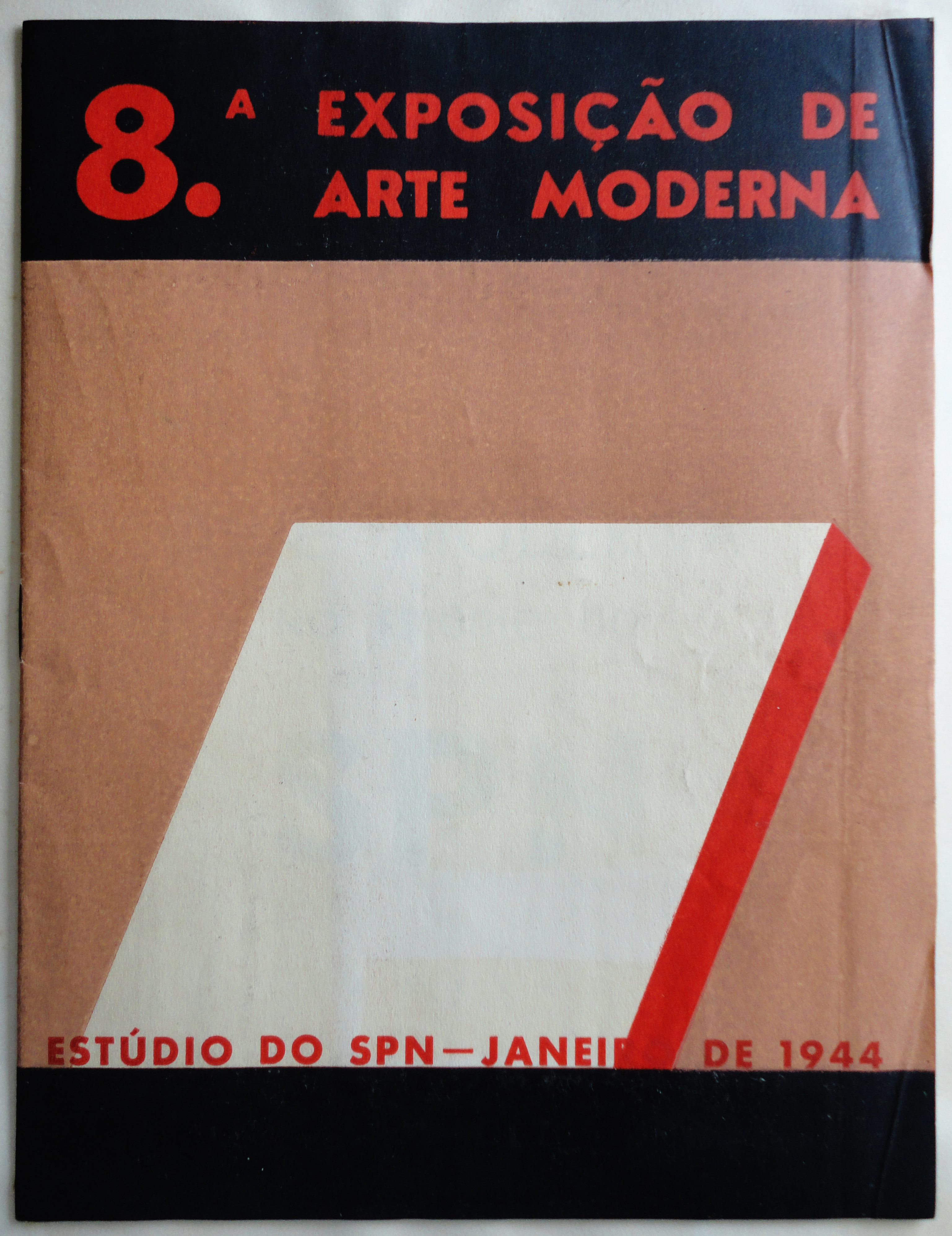
8ª Exposição de Arte Moderna, Estúdio do SPN, Palácio Foz, 1944
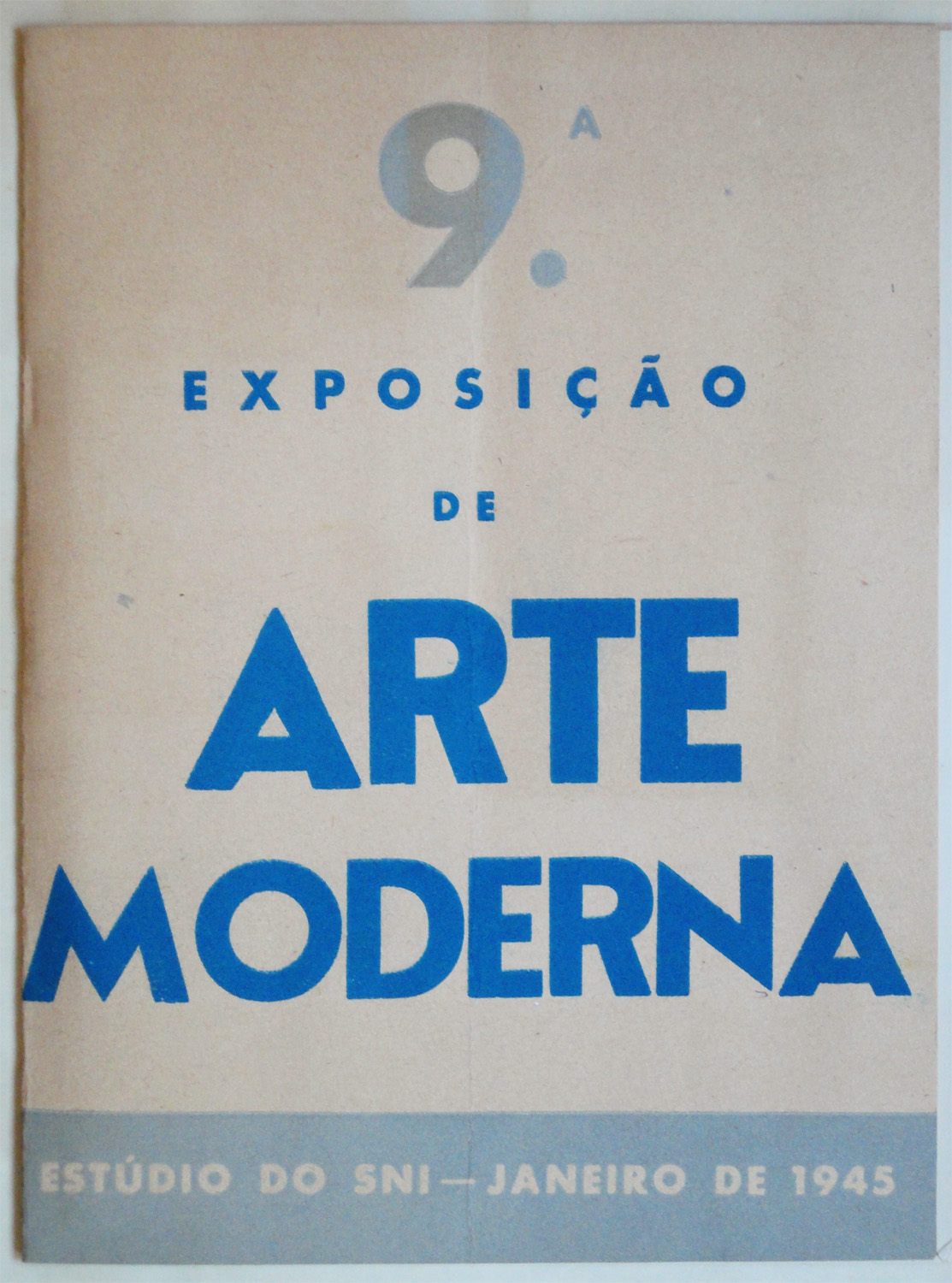
9ª Exposição de Arte Moderna, Estúdio do SNI, Palácio Foz, 1945
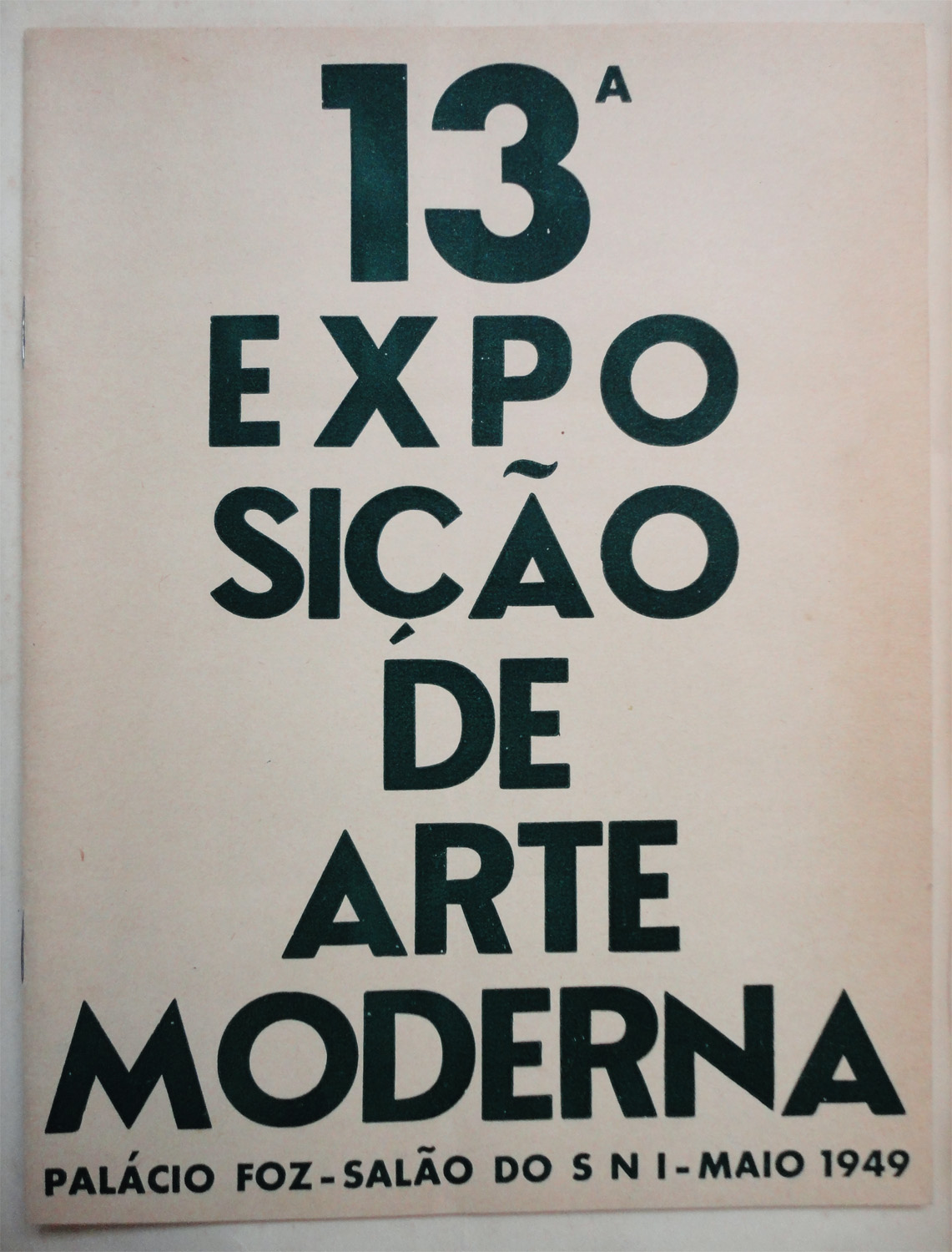
13ª Exposição de Arte Moderna, Estúdio do SNI, Palácio Foz, 1949
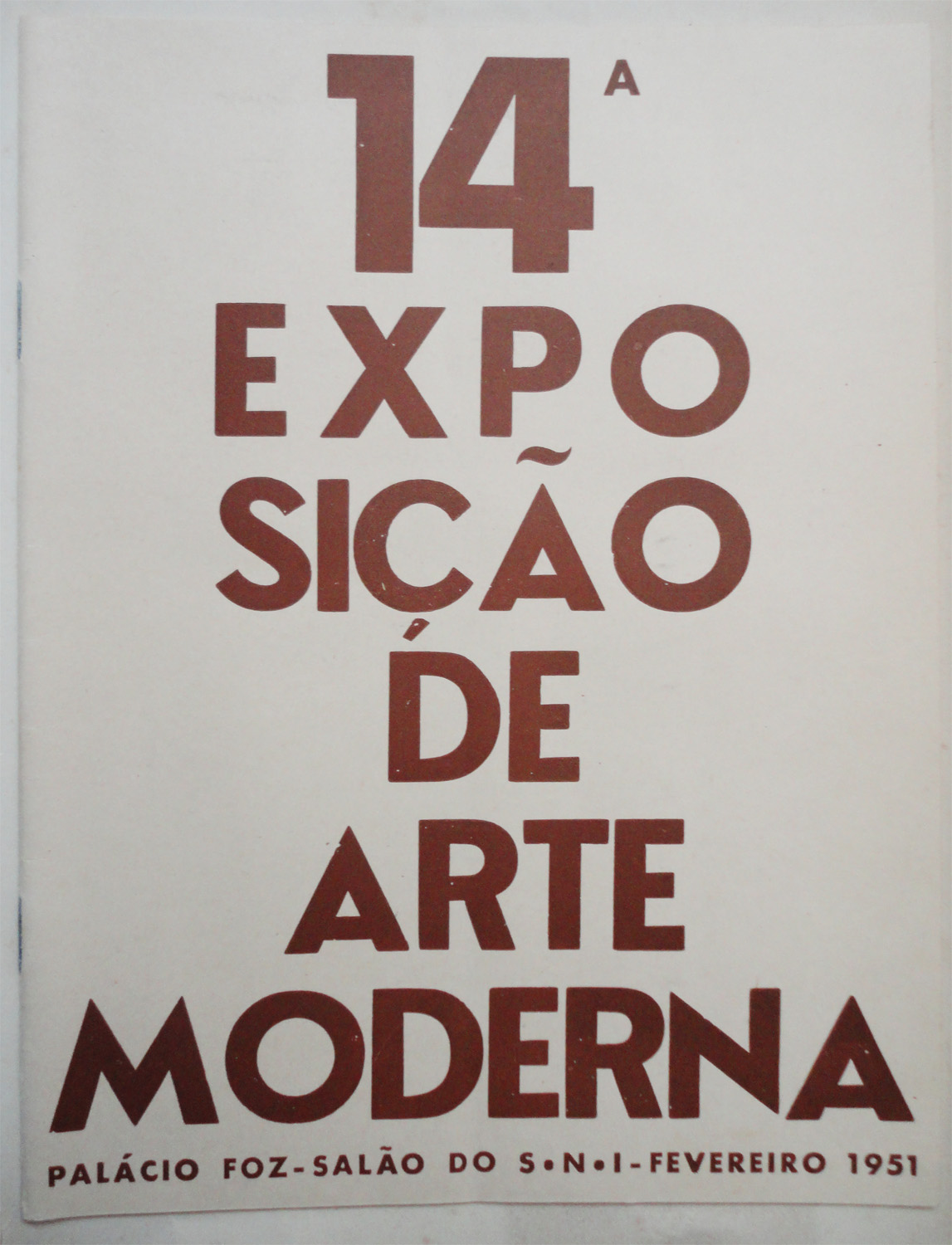
14ª Exposição de Arte Moderna, Estúdio do SNI, Palácio Foz, 1951
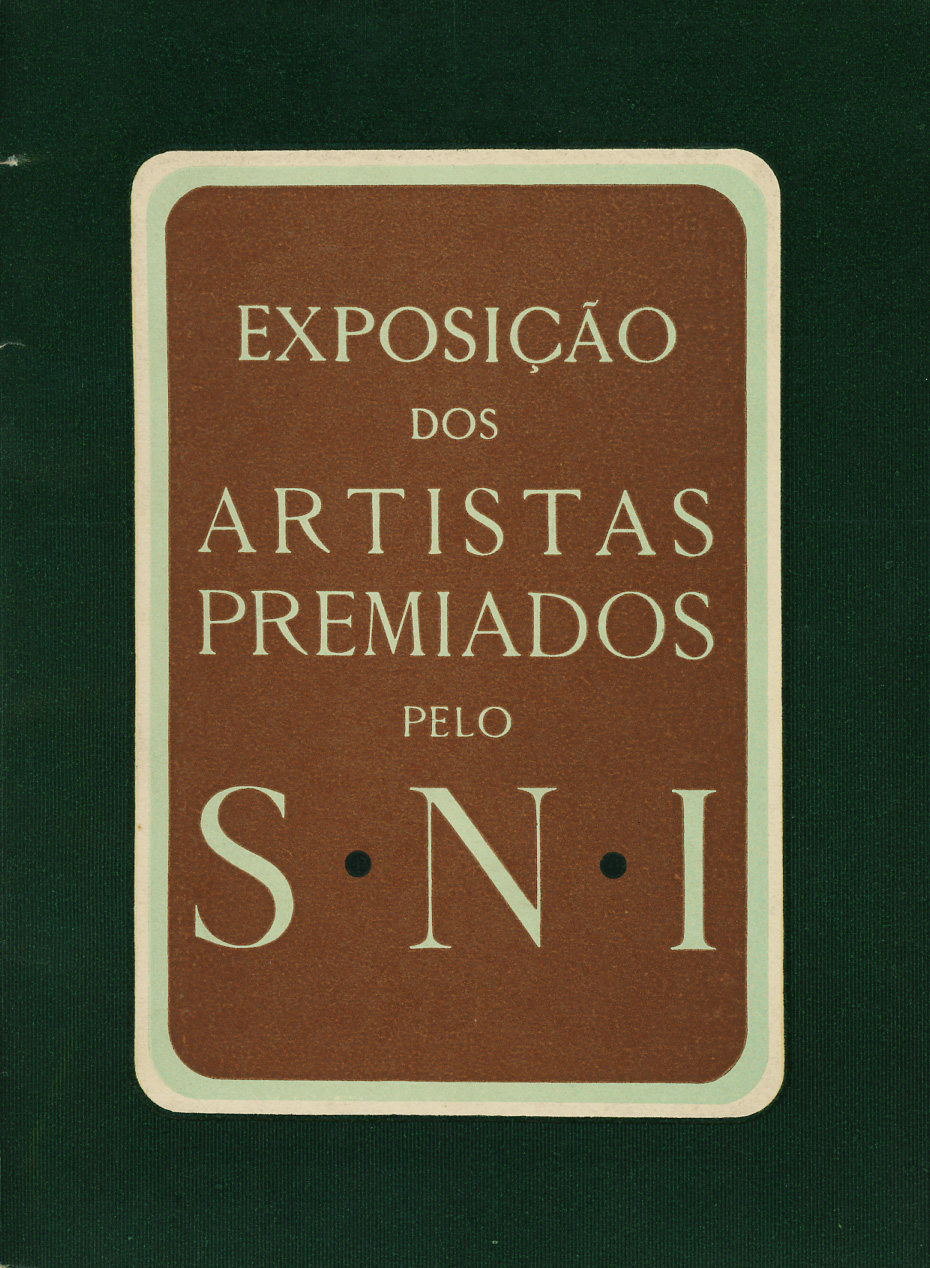
Exposição dos Artistas Premiados pelo SNI, Palácio Foz, 1949

## Exposição dos Artistas Premiados pelo SNI, 1952

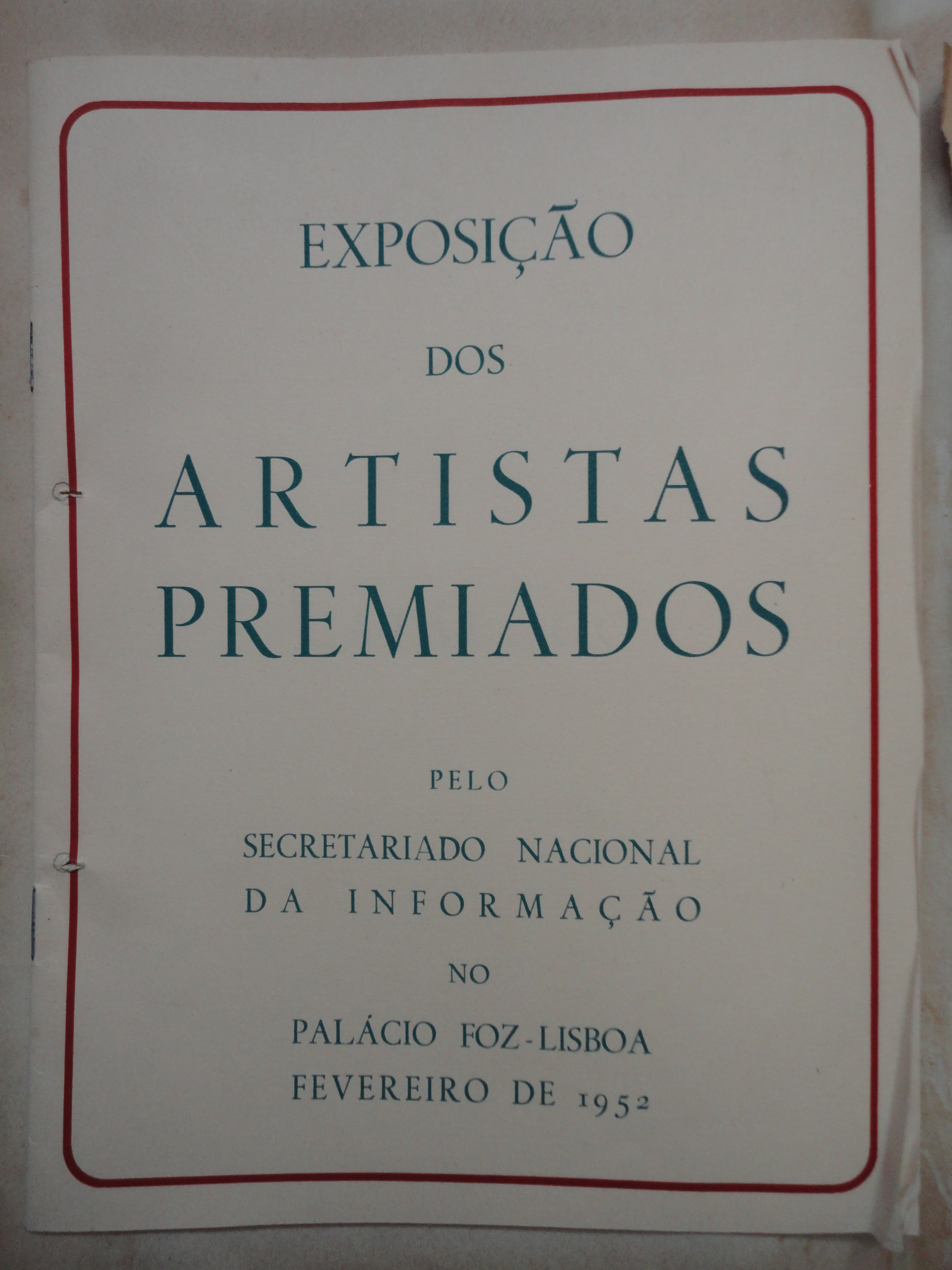
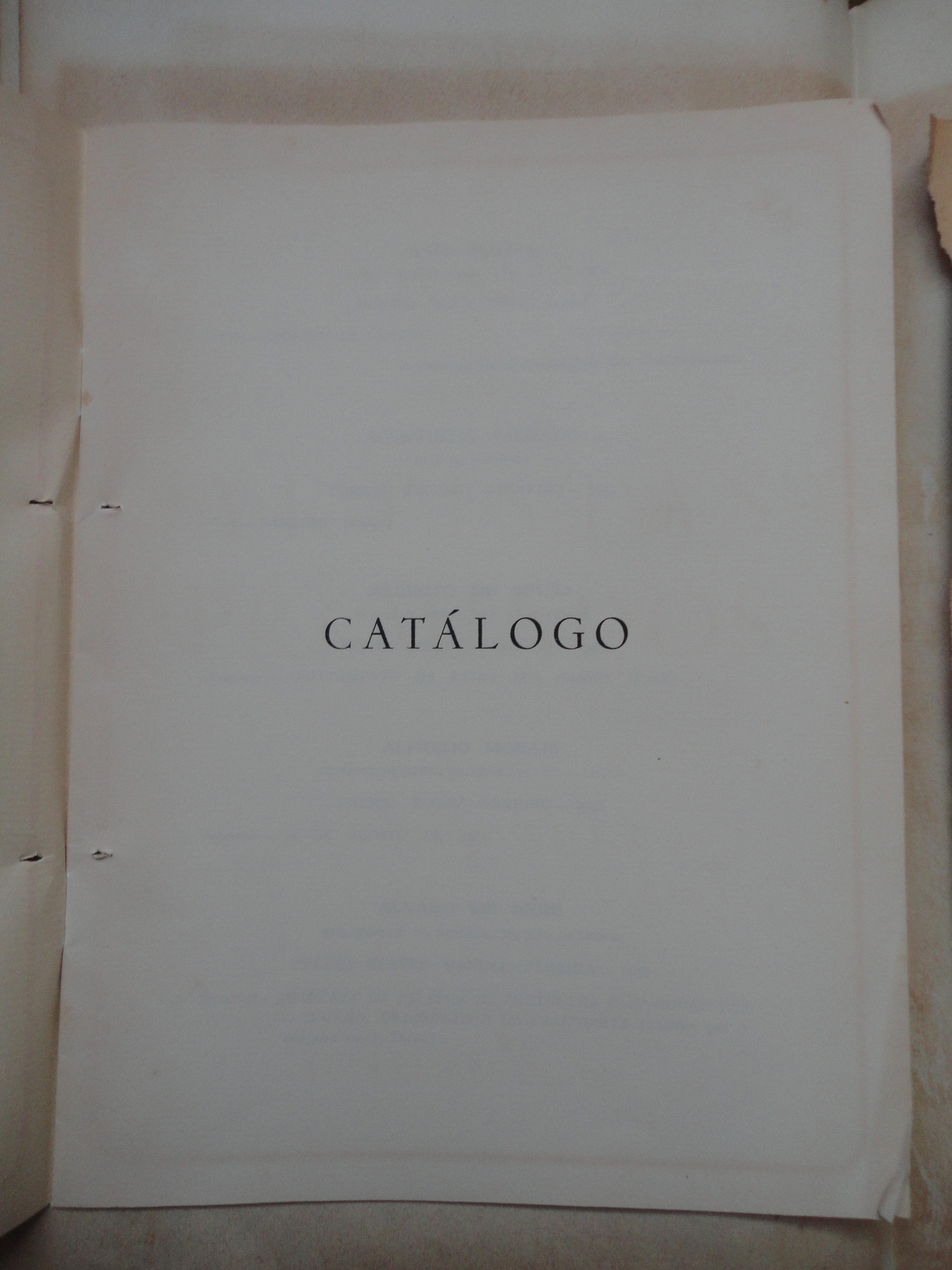
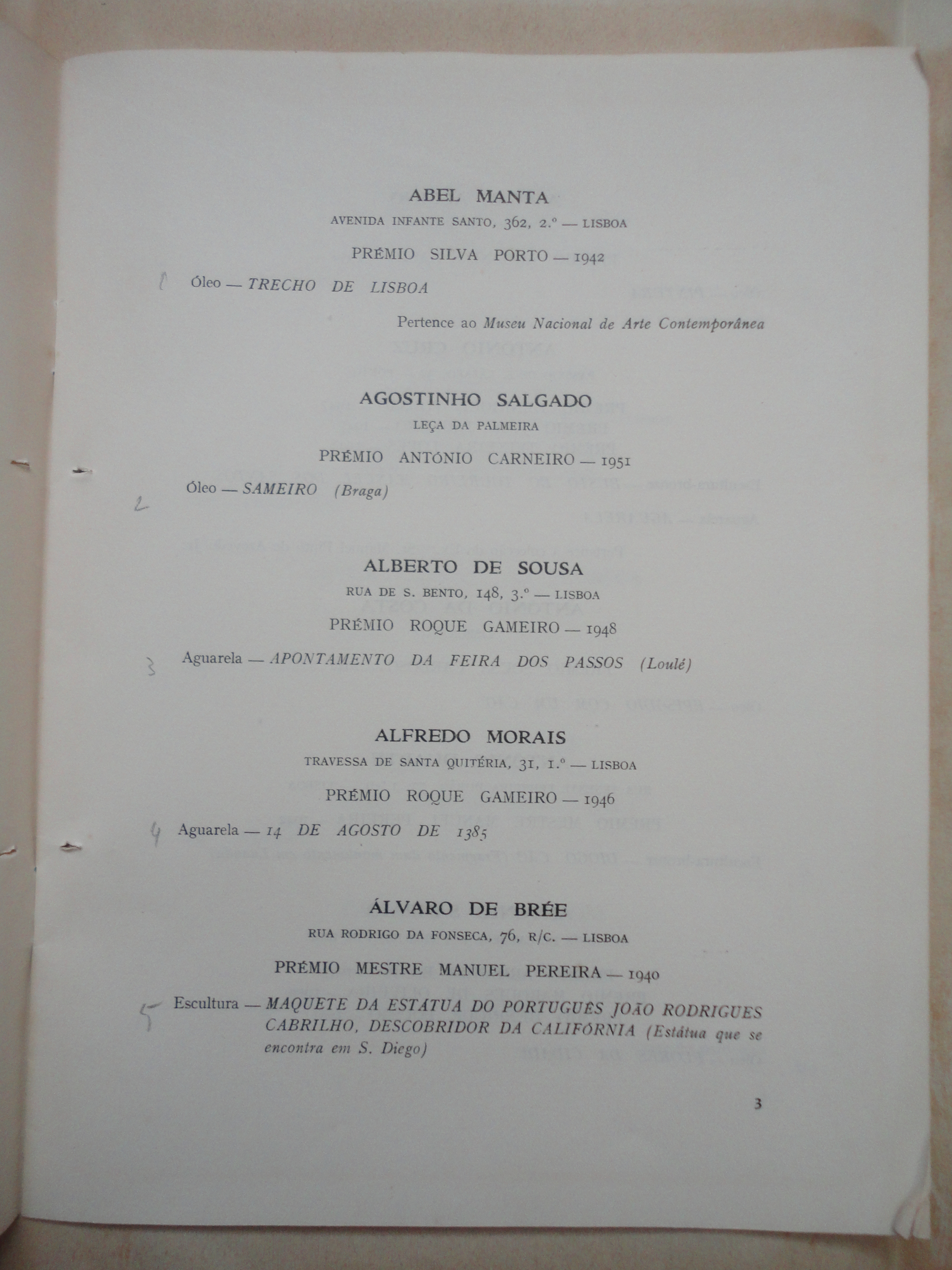
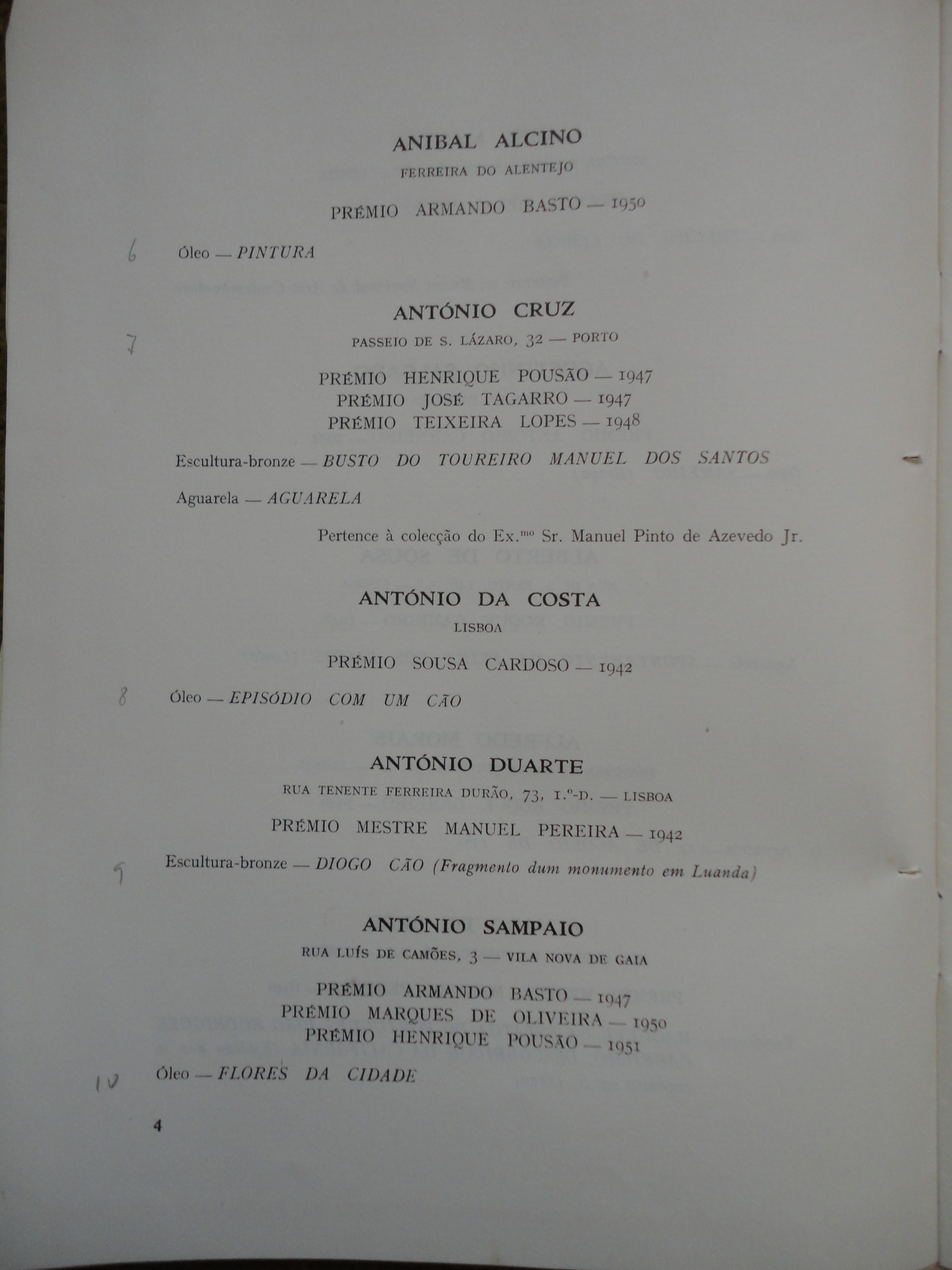
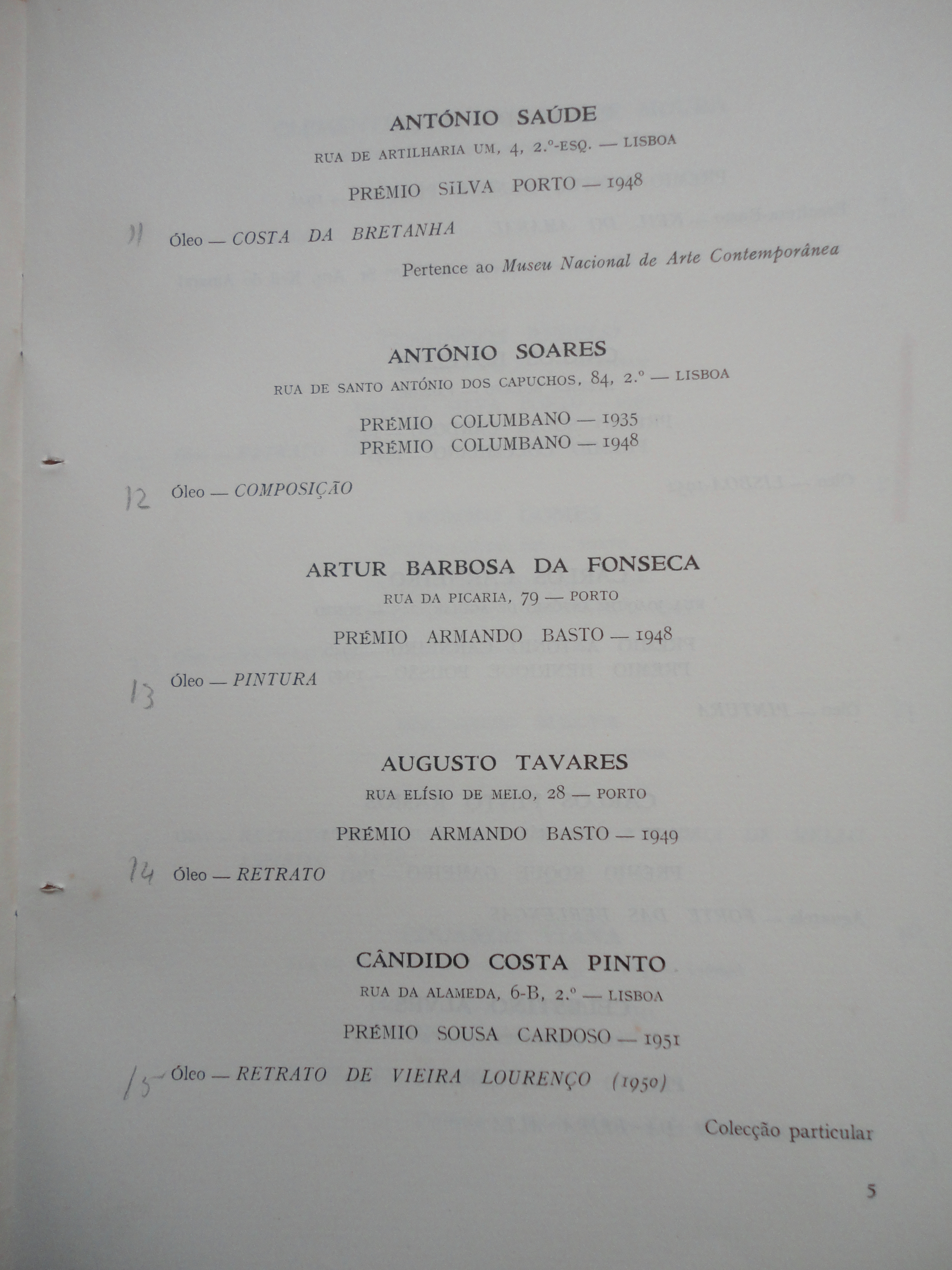
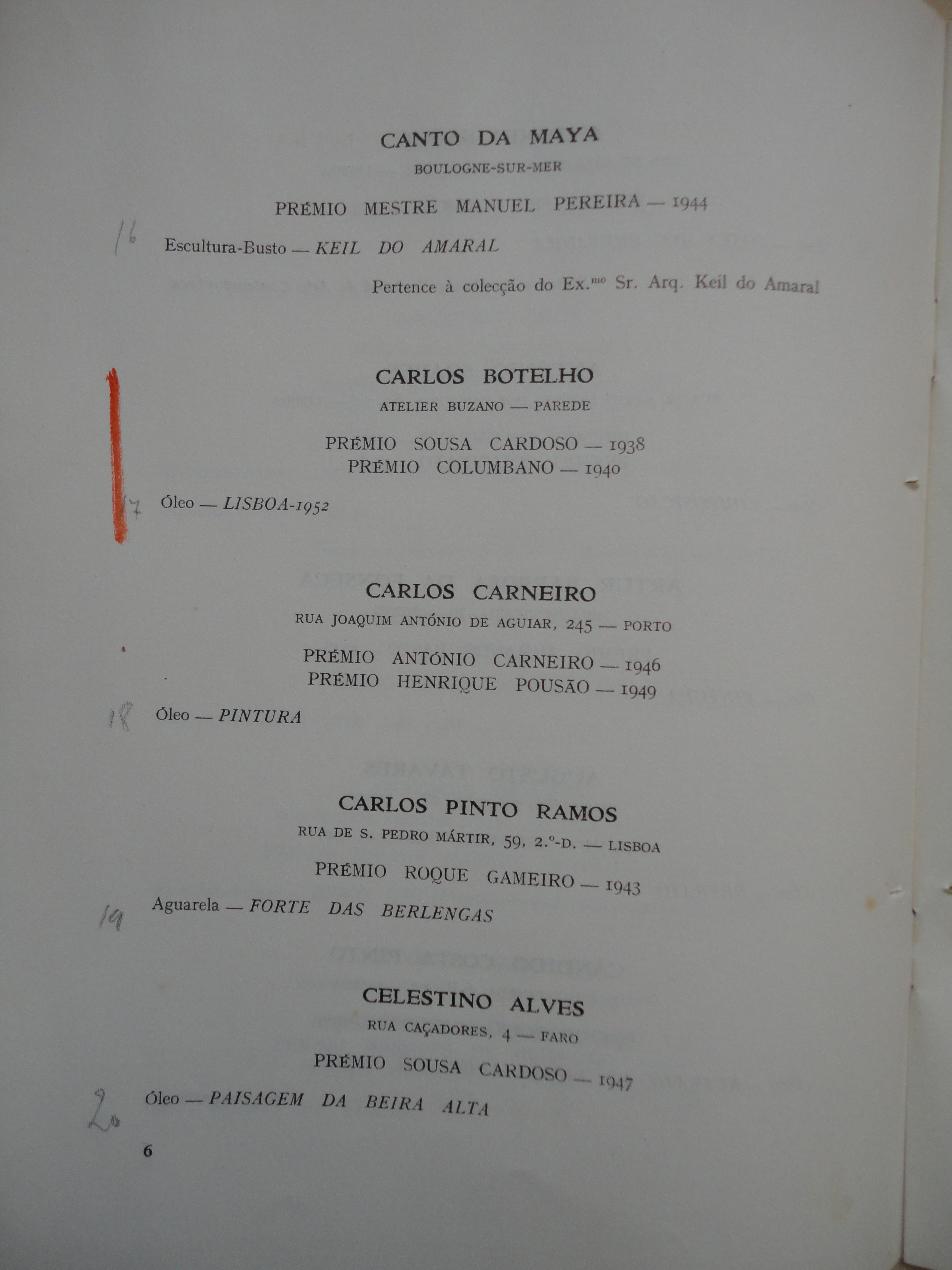
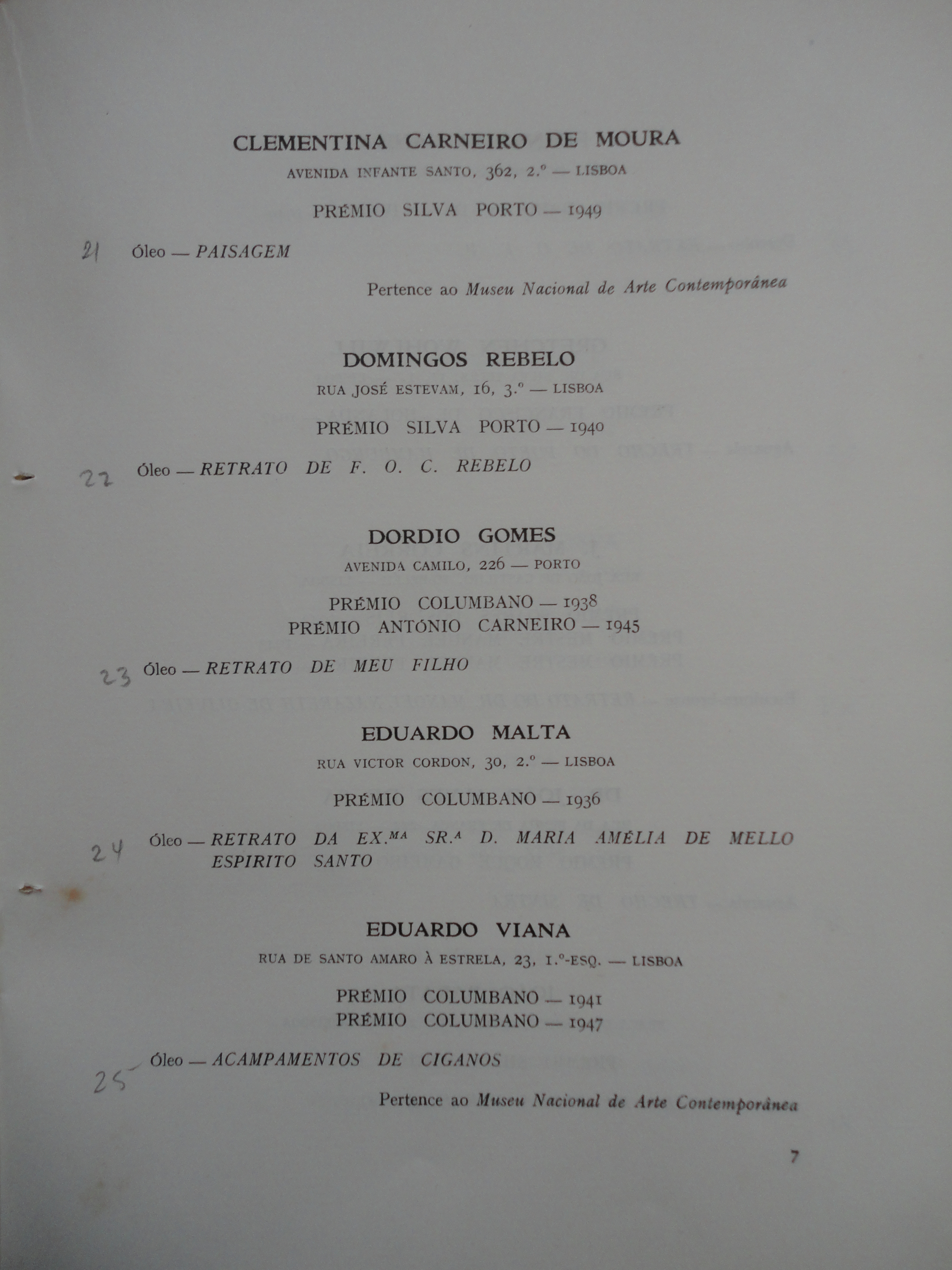
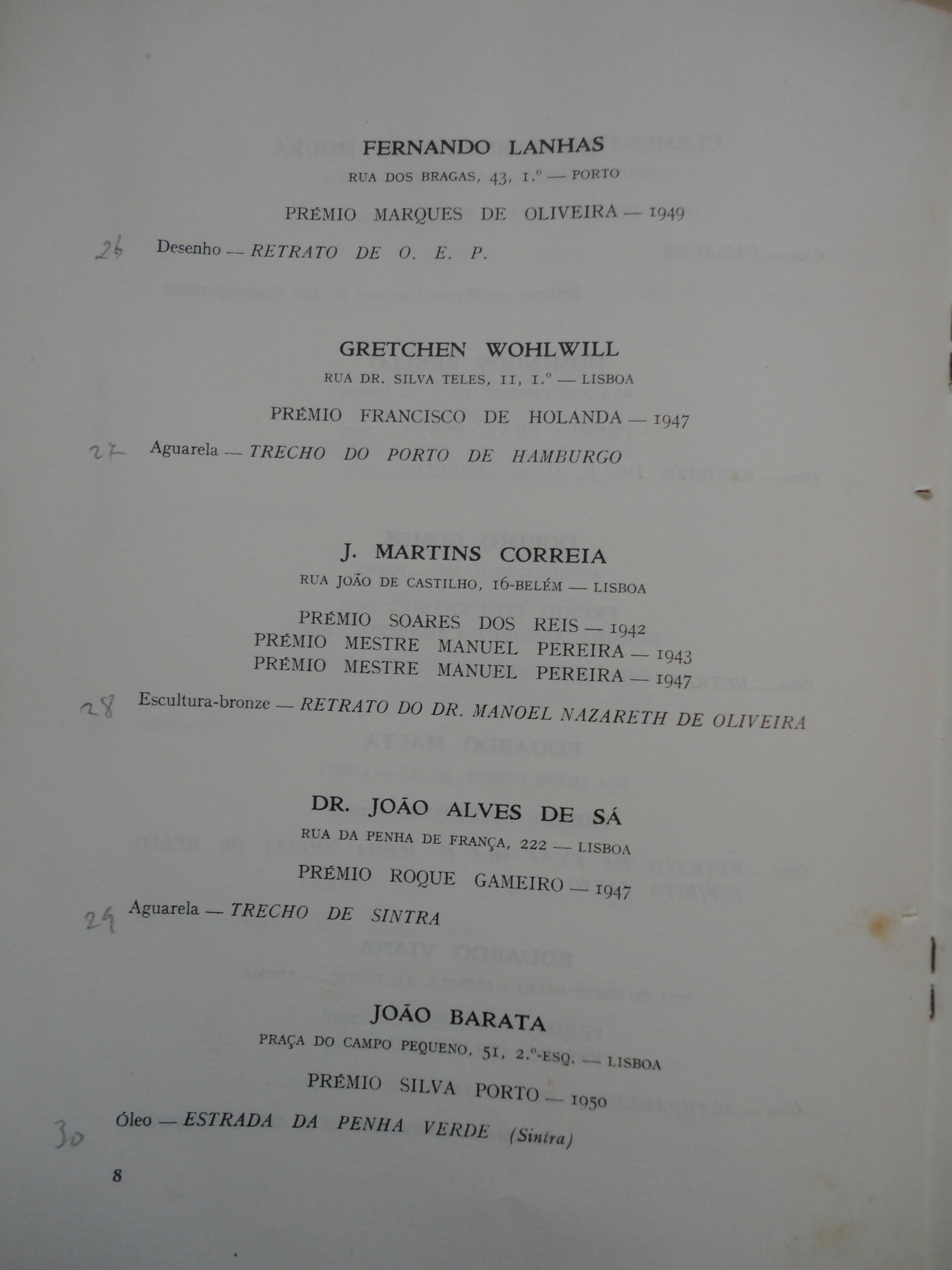
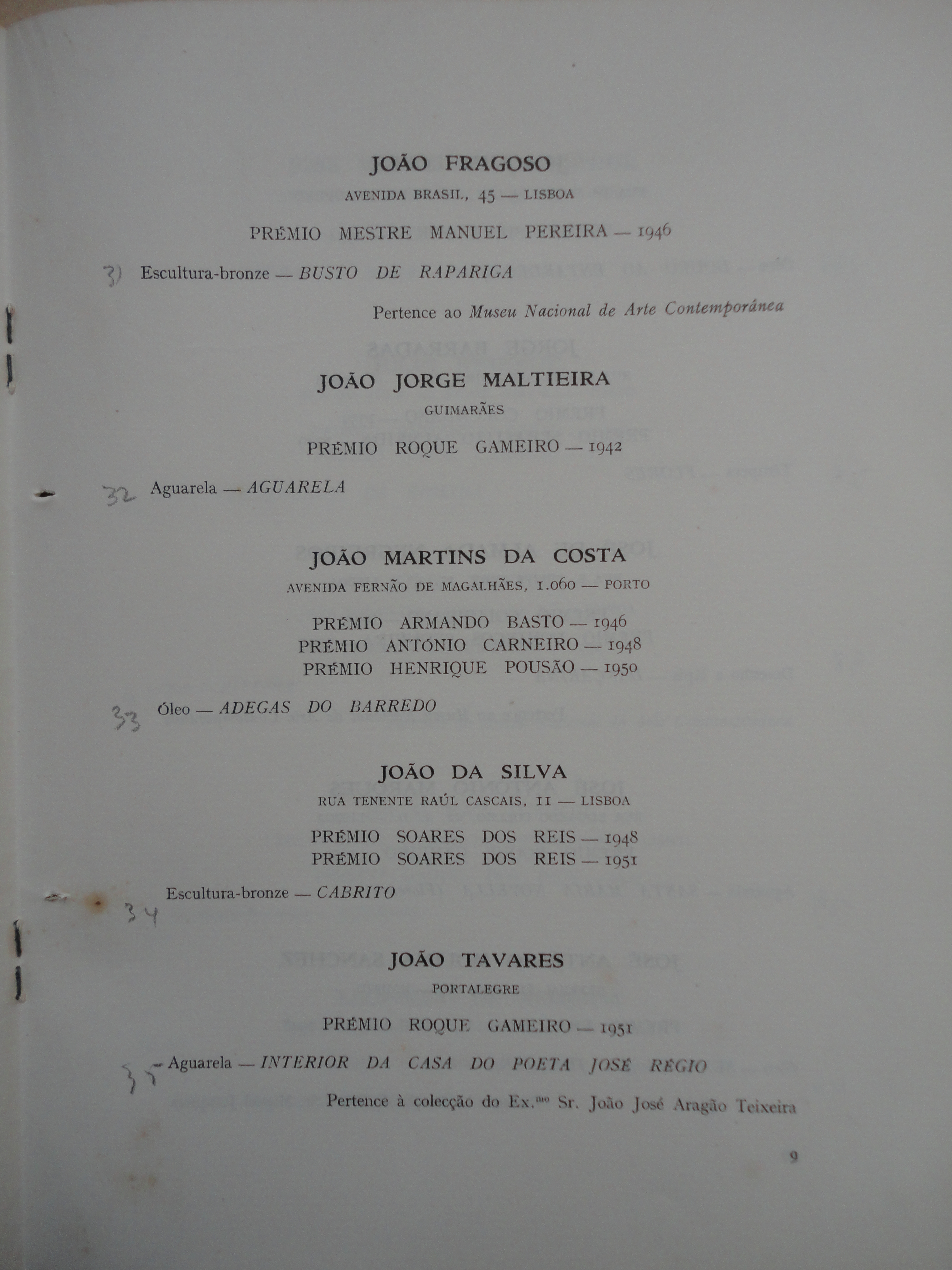
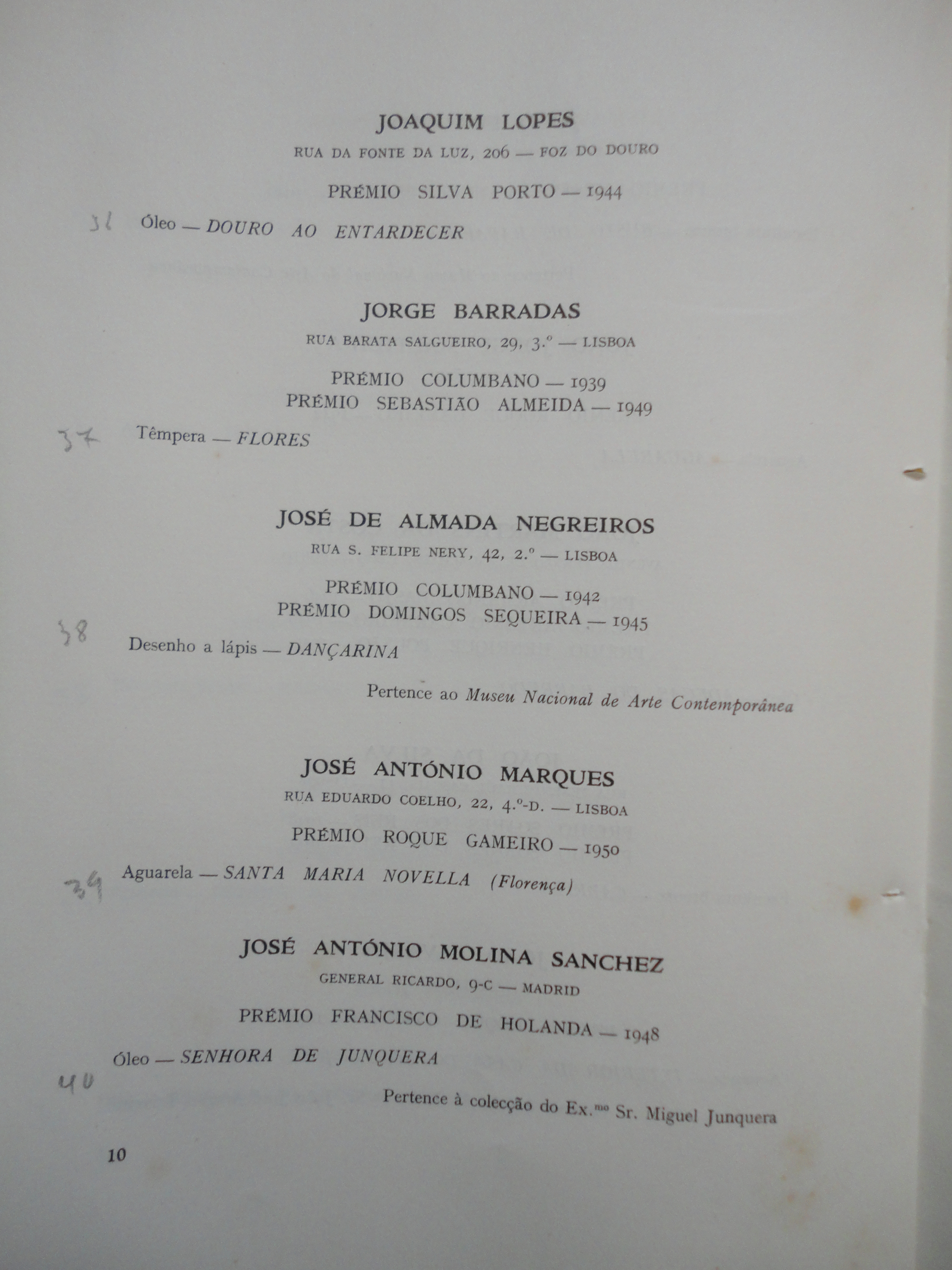
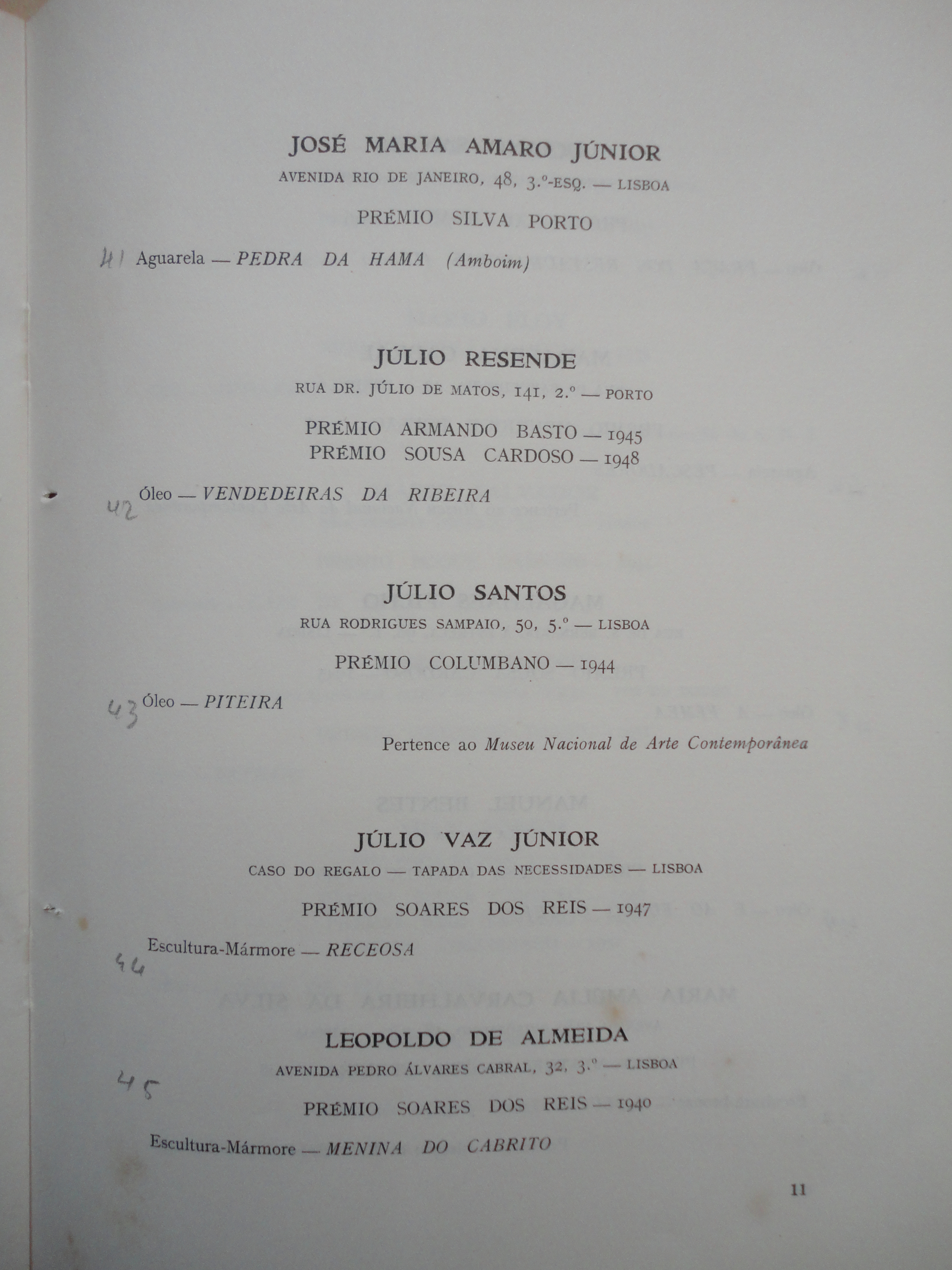
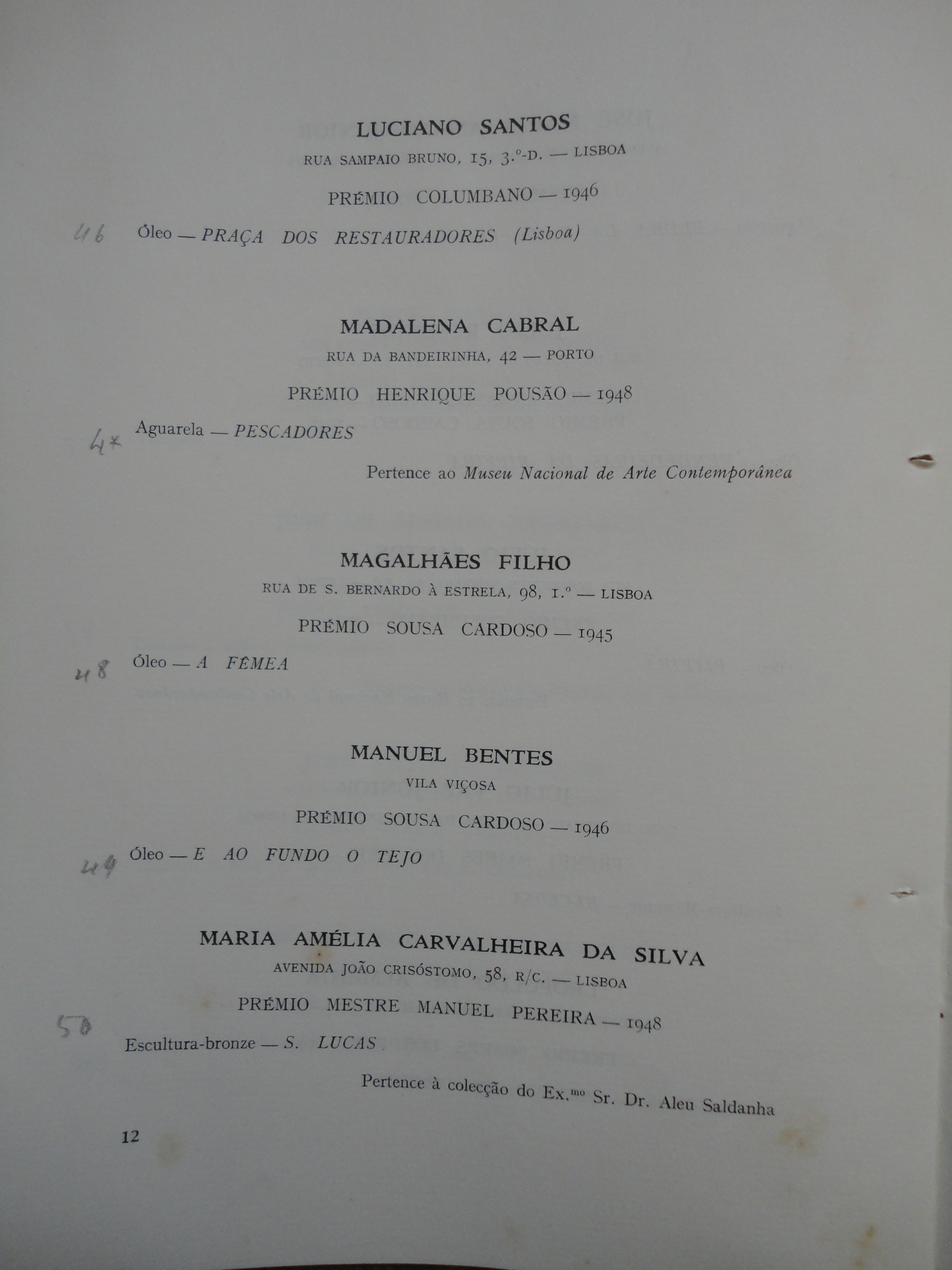
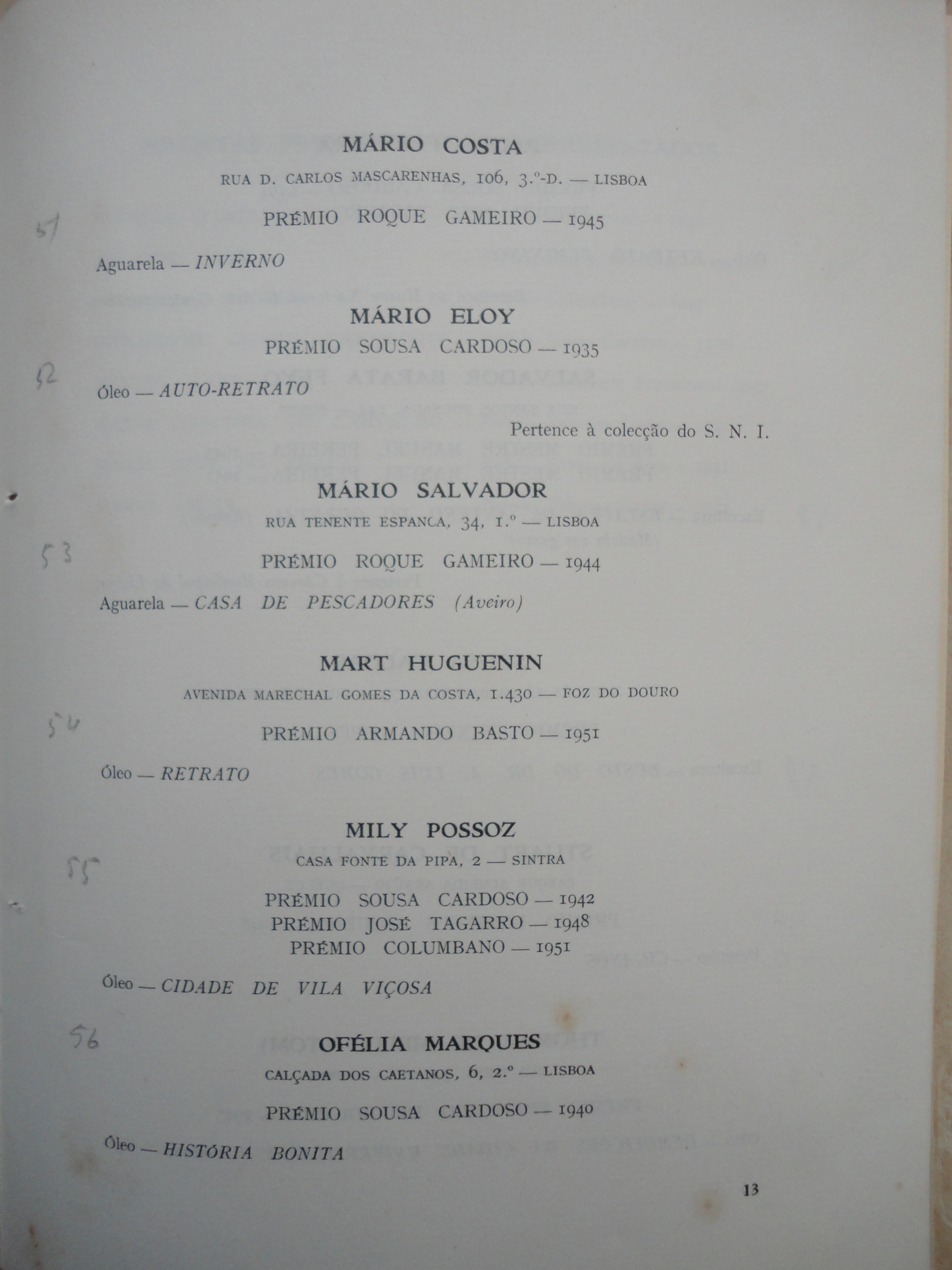
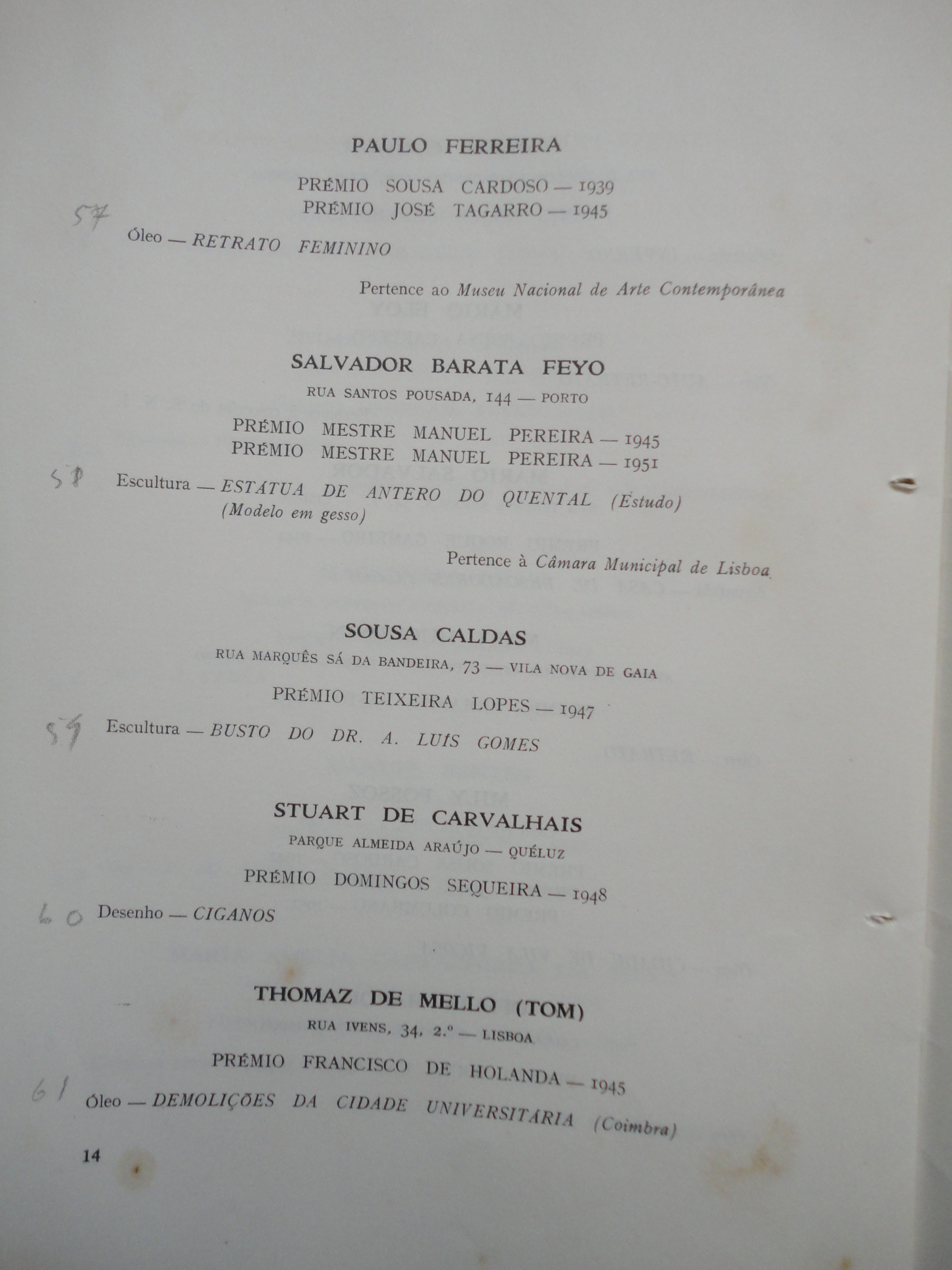
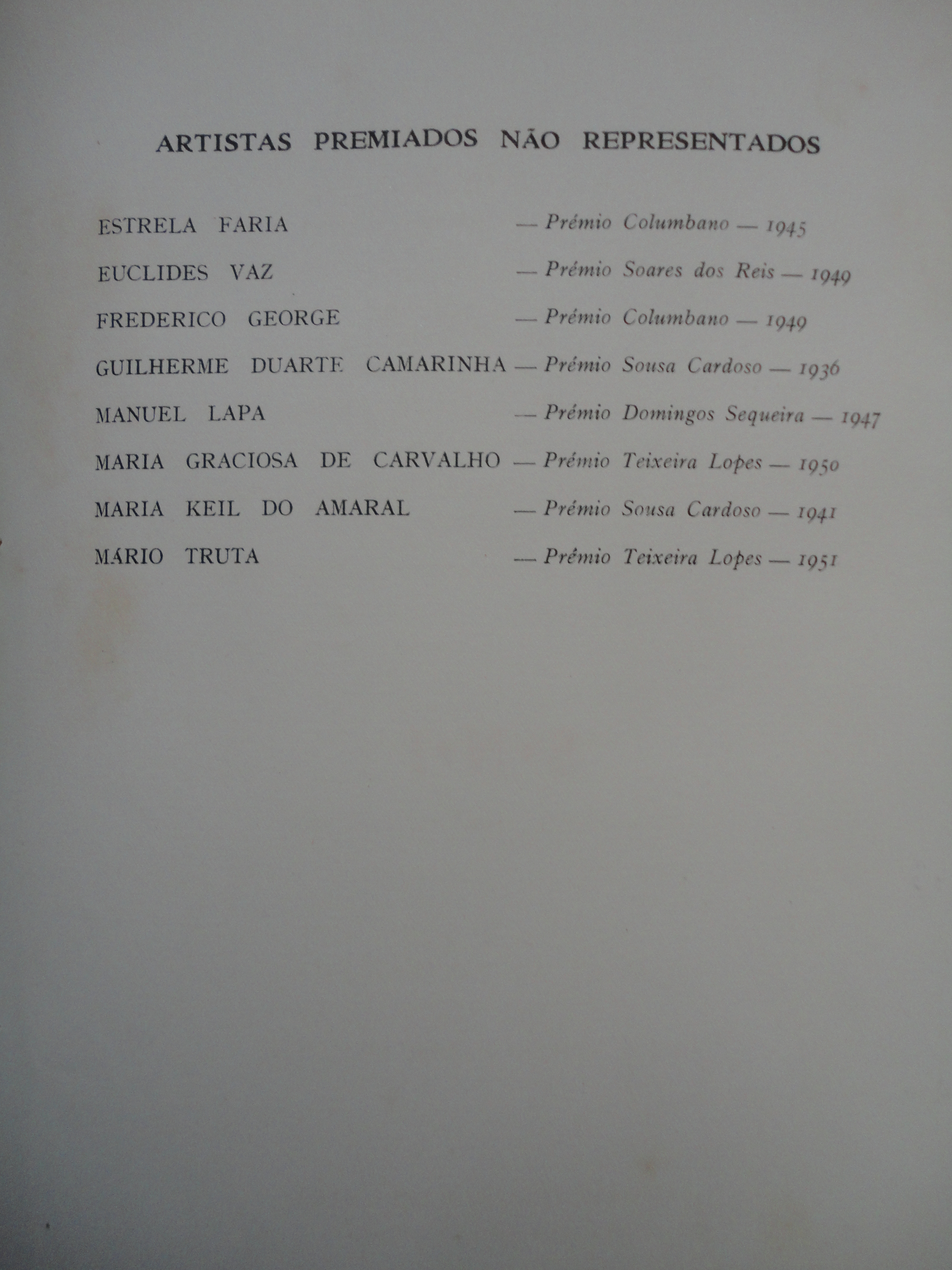